# Jermaine Johnson
Jermaine Johnson (ur. 25 czerwca 1980 w Kingston) – jamajski piłkarz grający na pozycji prawego pomocnika.

## Kariera klubowa
Karierę piłkarską Johnson rozpoczął w klubie Tivoli Gardens ze stolicy kraju Kingston. W sezonie 1999/2000 zadebiutował w jego barwach w jamajskiej Premier League. Grał w nim do 2001 roku.
W 2001 roku Johnson został wypożyczony na dwa lata do angielskiego Boltonu Wanderers. Swój debiut w Premier League zanotował 22 września 2001 w zremisowanym 1:1 wyjazdowym meczu z Arsenalem. Przez dwa lata rozegrał 12 meczów w Premier League.
W 2003 roku Johnson ponownie został wypożyczony z Tivoli Gardens, tym razem do Oldham Athletic. Zadebiutował w nim 29 listopada 2003 w meczu z Notts County (0:1). Występował w nim przez dwa sezony, a w 2005 roku wrócił do Tivoli Gardens, w którym spędził cały sezon 2005/2006.
W 2006 roku Johnson został zawodnikiem klubu Bradford City. Swój debiut w Bradford zaliczył 5 sierpnia 2006 w wyjazdowym meczu z Nottingham Forest, przegranym przez Bradford 0:2. W Bradford grał do stycznia 2007.
Kolejnym klubem w karierze Johnsona został Sheffield Wednesday z Championship. Zadebiutował w nim 20 lutego 2007 w wyjazdowym spotkaniu z Luton Town. W 2010 roku spadł z Wednesday do League One.
| Sezon   | Klub                | Kraj    | Rozgrywki      | Mecze | Bramki |
| ------- | ------------------- | ------- | -------------- | ----- | ------ |
| 1999/00 | Tivoli Gardens      | Jamajka | Premier League | ?     | ?      |
| 2000/01 | Tivoli Gardens      | Jamajka | Premier League | ?     | ?      |
| 2001/02 | Bolton Wanderers    | Anglia  | Premier League | 10    | 0      |
| 2002/03 | Bolton Wanderers    | Anglia  | Premier League | 2     | 0      |
| 2003/04 | Oldham Athletic     | Anglia  | Division Two   | 20    | 5      |
| 2004/05 | Oldham Athletic     | Anglia  | League One     | 19    | 4      |
| 2005/06 | Tivoli Gardens      | Jamajka | Premier League | ?     | ?      |
| 2006/07 | Bradford City       | Anglia  | League One     | 27    | 4      |
| 2006/07 | Sheffield Wednesday | Anglia  | Championship   | 7     | 2      |
| 2007/08 | Sheffield Wednesday | Anglia  | Championship   | 35    | 1      |
| 2008/09 | Sheffield Wednesday | Anglia  | Championship   | 37    | 3      |
| 2009/10 | Sheffield Wednesday | Anglia  | Championship   | 34    | 5      |
| 2010/11 | Sheffield Wednesday | Anglia  | League One     | 26    | 4      |
| 2011/12 | Sheffield Wednesday | Anglia  | League One     | 24    | 4      |
| 2012/13 | Sheffield Wednesday | Anglia  | Championship   | 41    | 6      |
| 2013/14 | Sheffield Wednesday | Anglia  | Championship   | 26    | 0      |

## Kariera reprezentacyjna
W reprezentacji Jamajki Johnson zadebiutował 7 sierpnia 1999 roku w przegranym 1:2 towarzyskim meczu z Ghaną. W 2005 roku rozegrał 4 mecze w Złotym Pucharze CONCACAF 2005: z Gwatemalą (4:3), z Republiką Południowej Afryki (3:3), z Meksykiem (0:1) i ćwierćfinale ze Stanami Zjednoczonymi (1:3).
W 2009 roku Johnson został powołany do kadry Jamajki na Złoty Puchar CONCACAF 2009. Na tym turnieju wystąpił trzykrotnie: z Kanadą (0:1), z Kostaryką (0:1) i z Salwadorem (1:0).